# Enderleinellus nannosciuri
Enderleinellus nannosciuri är en insektsart som beskrevs av Ferris 1920. Enderleinellus nannosciuri ingår i släktet Enderleinellus och familjen ekorrlöss. Inga underarter finns listade i Catalogue of Life.